# Verrouillage centralisé
 (juillet 2014).
Si vous disposez d'ouvrages ou d'articles de référence ou si vous connaissez des sites web de qualité traitant du thème abordé ici, merci de compléter l'article en donnant les références utiles à sa vérifiabilité et en les liant à la section « Notes et références ».
En automobile, le verrouillage central ou verrouillage centralisé est un dispositif électronique et mécanique permettant de verrouiller ou déverrouiller tous les ouvrants (porte, coffre) d'un véhicule et très généralement à l'aide d'une télécommande.
D'abord en option, il tend maintenant à être de série sur la plupart des véhicules.

## Fonctionnement
Le fonctionnement peut être diffèrent selon les modèles. Pour certains modèles, il s'agit simplement d'un système de câble motorisé qui tire ou pousse sur le loquet de fermeture. Certains systèmes actuels fonctionnent à l'aide de roues dentées et peuvent être contrôlés séparément pour ne déverrouiller que la porte conducteur par exemple.
Il est possible de trouver dans le commerce des kits de verrouillage central de différents types et composition qu'il est possible d'adapter sur des véhicules ne le possédant pas d'origine.

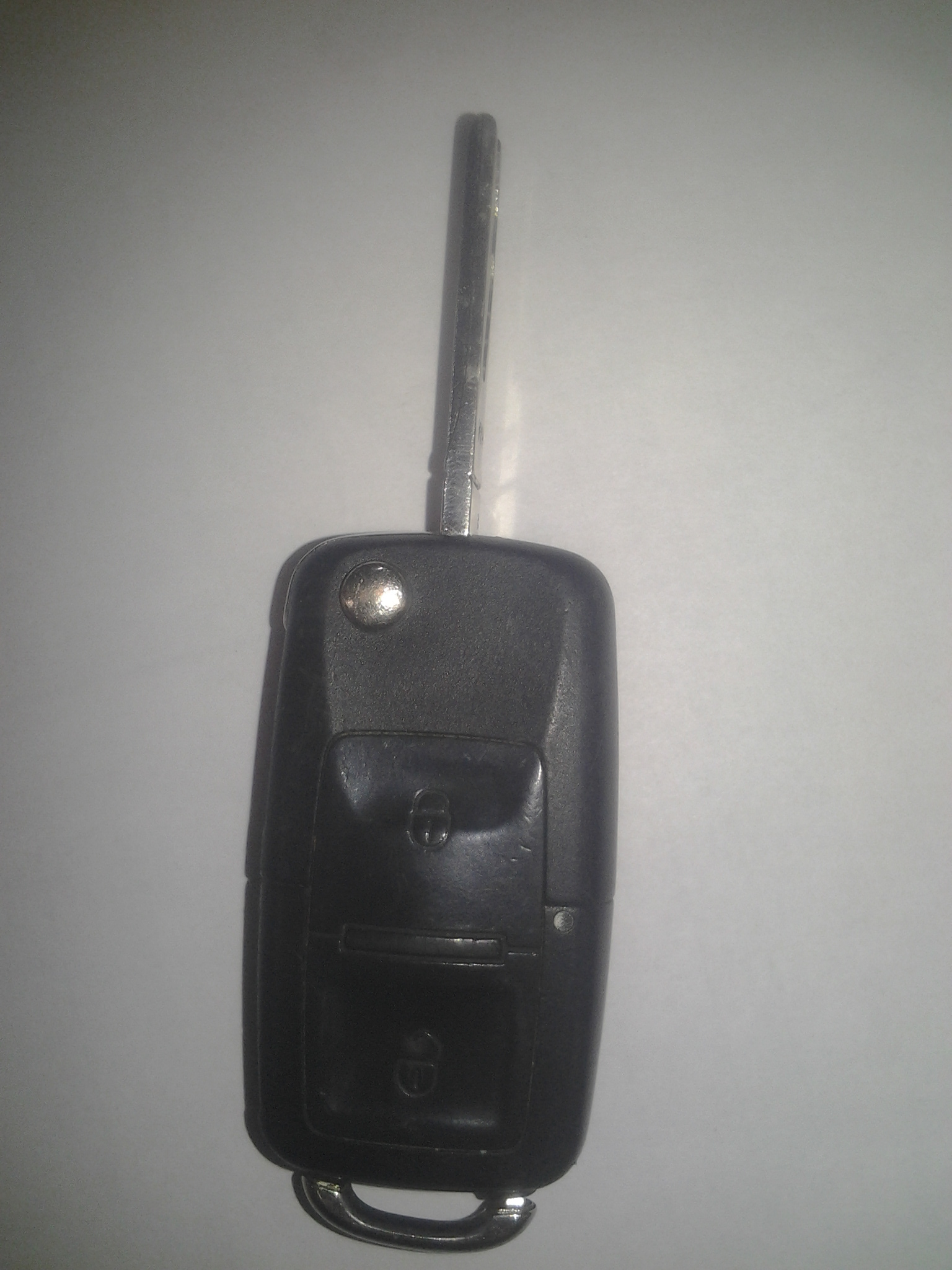
Télécommande traditionnelle intégrée à la clé avec un bouton de verrouillage et un bouton de déverrouilage.
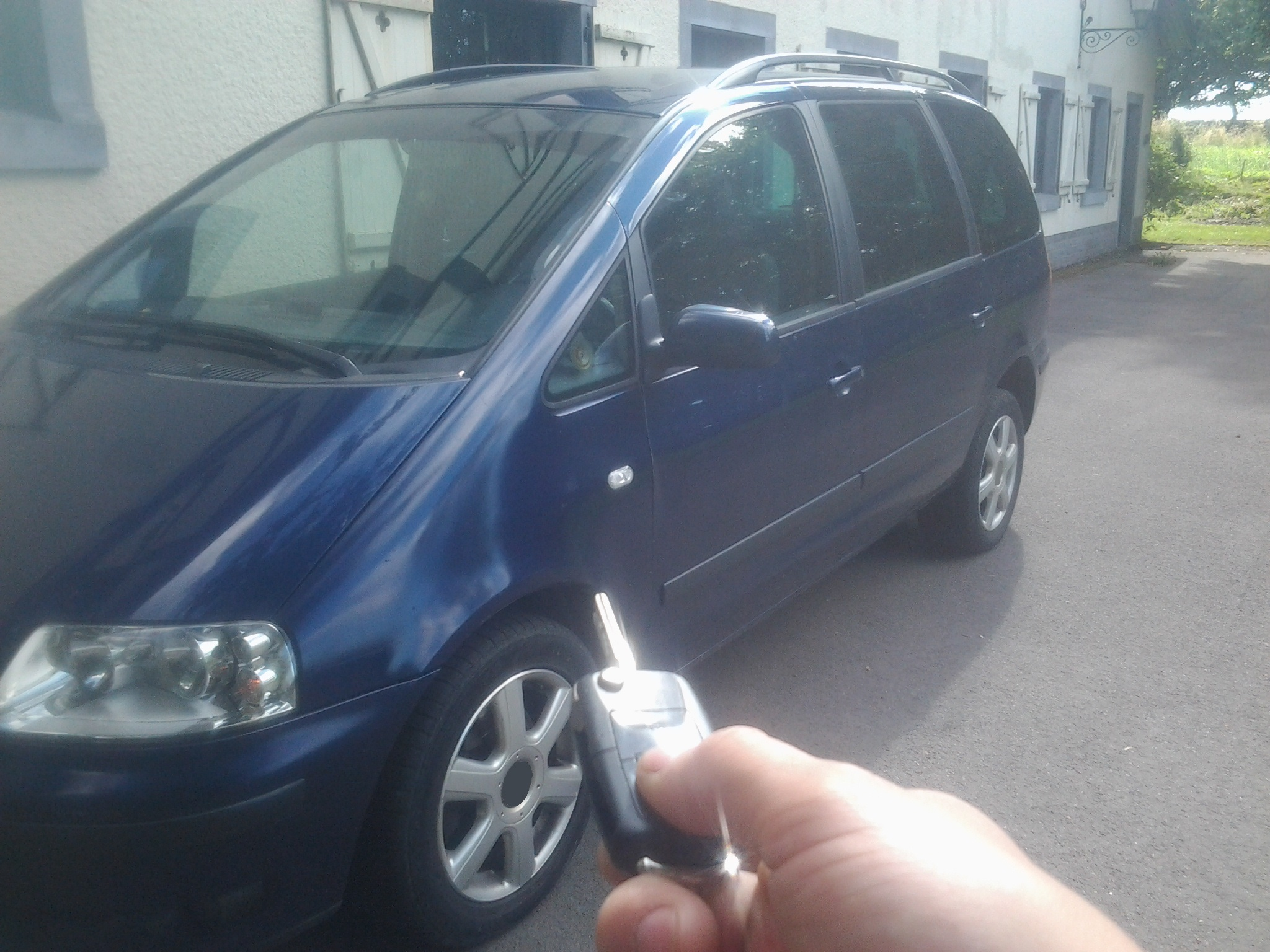
La télécommande permet d'agir à distance sur le verrouillage. Automatiquement les 4 clignoteurs fonctionneront pendant un petit moment confirment que le système à bien fonctionné.

## Évolution du système de verrouillage central
Il existe à l'heure actuelle beaucoup de systèmes différents. Grâce à une meilleure gestion électronique, il est possible selon les modèles, d'interagir sur une seule des serrures sans affecter les autres. Certaines clés de voitures disposent d'un bouton qui permet d'ouvrir le coffre à distance sans déverrouiller le reste du véhicule. Ceci permet de réduire fortement le risque d'intervention non voulue par une autre personne sur le véhicule (vol, car jacking). Sur certains modèles, les rétroviseurs se rabanteront aussi.
Certains systèmes dits sans clés permettent de déverrouiller la voiture en présence d'une clé à proximité sans que l'utilisateur n'ait besoin de s'en servir. C'est alors la voiture qui détecte si oui ou non, la clé qui lui est attribuée est à proximité (généralement 1 mètre autour du véhicule) et s'il y a lieu de déverrouiller le véhicule. Certains systèmes se verrouillent automatiquement si la clé s'éloigne en dehors de la zone de proximité.

## Exemples de différents systèmes
- La clé est insérée dans la serrure de la portière, le véhicule se verrouille et se déverrouille au moment de la rotation de la clé dans le barillet.
- La clé est munie d'une télécommande d'une portée de quelques mètres, les boutons sur la télécommande permettent d'agir sur le verrouillage.
- La voiture peut détecter la clé quand elle est à proximité.

Selon les systèmes :
- L'utilisateur peut simplement appuyer sur un bouton se situant sur la poignée de portière pour agir sur le verrouillage.
- L'utilisateur peut tirer sur la poignée, la voiture se déverrouille à cet instant.
- La voiture se déverrouille et se verrouille automatiquement quand l'utilisateur entre et sort de la zone de proximité.

Il existe bien d'autres systèmes chacun ayant leurs particularités.

## Système de sécurité
Le verrouillage central peut aussi être utilisé pour augmenter la sécurité des passagers. Par exemple, certains véhicules verrouillent toutes les portes au-delà d'une certaine vitesse afin d'éviter les car-jackings.
Sur certains véhicules à portes arrière coulissantes, un système est prévu pour verrouiller la porte se trouvant du côté de la trappe à carburant. Au moment où le bouchon du réservoir est enlevé, la porte se verrouille pour éviter qu'on ne vienne percuter le pistolet à essence avec la porte en la faisant coulisser.